# Malcolmia ramosissima
Malcolmia ramosissima là một loài thực vật có hoa trong họ Cải. Loài này được (Desf.) Thell. mô tả khoa học đầu tiên năm 1912.